# Kim Dong-won (Perkussionist)
Kim Dong-won (* 1965 in Busan, Südkorea) ist ein südkoreanischer Perkussionist und Komponist.
Kim studierte ab 1986 traditionelle koreanische Perkussion und arbeitete mit Meistern wie Kim Duk-su zusammen. Er spielt Instrumente wie Janggu, Buk, Guengari und Bara. Als Mitglied von Yo-Yo Mas Silk Road Ensemble wirkte er an dessen Alben New Impossibilities und Off the Map mit. Für das Ensemble komponierte er das Stück Baet Nore (Ferne Horizonte). Als Komponist, Arrangeur und Perkussionist war er an den Alben On the Road und Xpressed Impressions der österreichischen Weltmusikgruppe Comin & Goin beteiligt.